# Petri-Kirche (Burg, Dithmarschen)

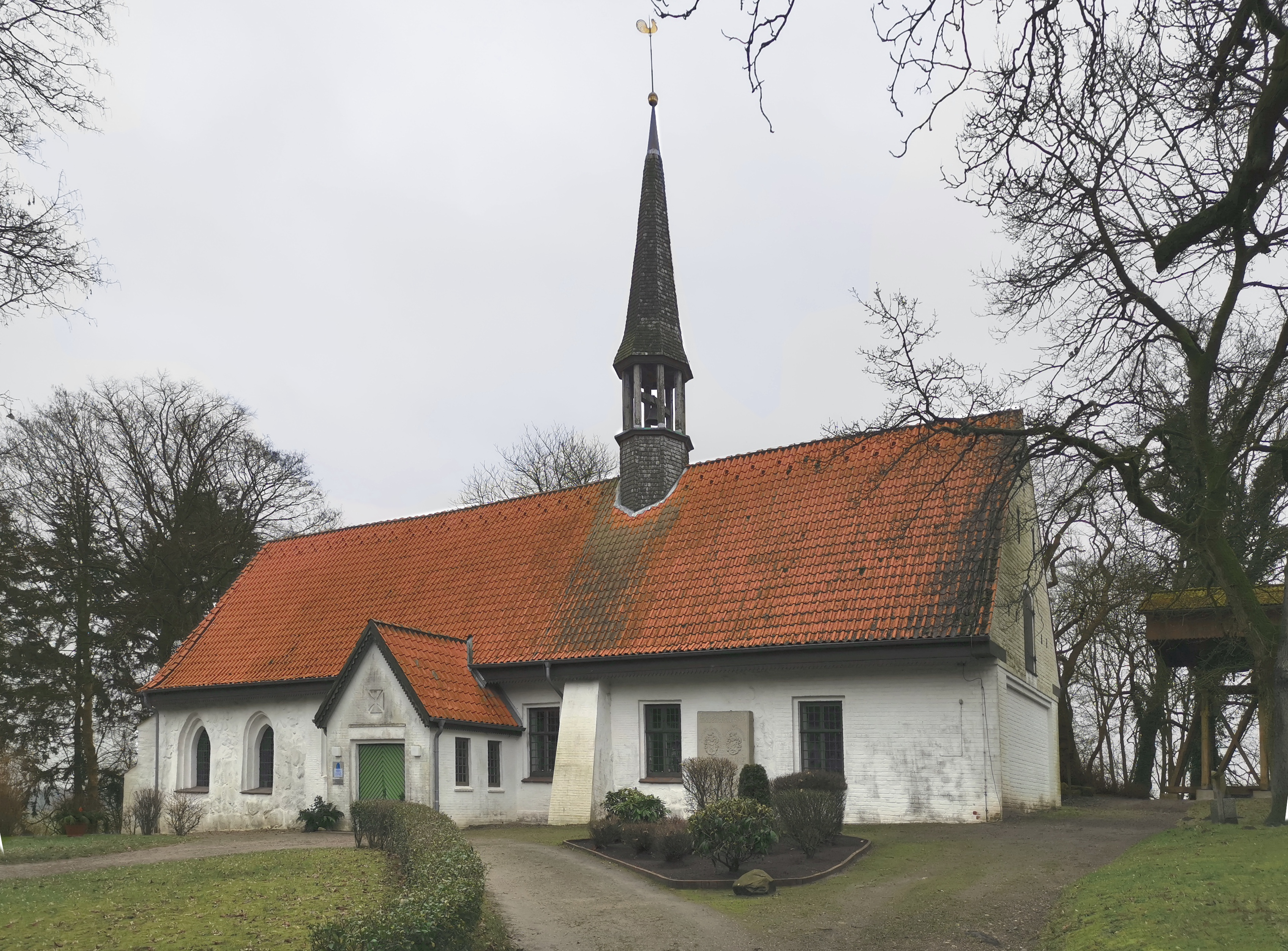
Burg (Dithmarschen), Petri-Kirche

Die evangelisch-lutherische Petri-Kirche ist eine denkmalgeschützte Kirche aus dem 12. Jahrhundert in der schleswig-holsteinischen Gemeinde Burg in Dithmarschen. Ehemals war sie Wallfahrtskirche. Unter der Objekt-ID 2404 steht die Kirche in der Liste der Kulturdenkmale in Burg (Dithmarschen).

## Geschichte
Im Jahr 1145 erschlugen die Dithmarscher ihren Landesherrn, Rudolf II. von Stade. Drei Jahre später führte der neue Landesherr, Heinrich der Löwe, eine Strafexpedition nach Dithmarschen durch, wobei ihn auch Rudolfs Bruder Hartwig begleitete. Hartwig war seinerzeit Dompropst und später Erzbischof von Bremen. Der Sage nach soll Hartwig die Anordnung zum Bau einer Sühnekirche gegeben haben, die nahe dem Todesort seines Bruders auf der Bökelnburg errichtet wurde. Gemäß dem Chronisten Johann Russe wurden nach Fertigstellung der Burger Kirche Seelenmessen für die Opfer des Überfalls gelesen. Urkundlich erwähnt ist eine Kirche in Burg allerdings erst 1281. Die Mutterkirche von Burg ist die St.-Laurentius-Kirche von Süderhastedt.
Die Kirche besaß eine wertvolle Reliquie des Patroziniumsheiligen Apostel Petrus. Zu dieser als „St. Peters Haupt“ bezeichneten Reliquie entwickelte sich im Spätmittelalter eine Wallfahrt, wo durch die Kirche zu Wohlstand gelangte. An der Kirche waren vier Priester tätig, der Pfarrherr und drei Altaristen. Ein weiteres Heiligtum in der Kirche war ein silberbelegtes Kupferkreuz, das angeblich in der Borsteler Feldmark ausgepflügt worden war. Reliquie und Kreuz gingen in der Letzten Fehde 1559 verloren.
1516 suchte der Ablasshändler und spätere Mailänder Erzbischof Guidantonio Arcimboldi die Burger Kirche auf, um hier seine Ablassbriefe zu verkaufen.

## Architektur und Ausstattung
Die Kirche ist ein nahezu rechteckiger, einschiffiger Bau, dessen Ostseite sich etwas verengt und einen dreiseitigen Schluss hat, wie er typisch für spätmittelalterliche Bauten ist. Die heute weiß getünchten Außenwände bestanden ursprünglich aus Feldsteinen aus der Region, jedoch wurden sie im Laufe der Zeit bei Reparaturen durch Ziegelsteine ersetzt. Statt eines Turms besitzt die Kirche wie viele Dorfkirchen der Region einen Dachreiter.

### Innenausstattung
Seit einer Renovierung im Jahr 1963 stellt sich die seinerzeit nach Westen verlängerte Kirche als heller, schlichter Raum dar. Im westlichen Kirchenschiff ist noch die alte hölzerne Balkendecke erhalten, der Rest erhielt im 19. Jahrhundert ein Tonnengewölbe aus Gips.
Auf dem mittelalterlichen Backsteinaltar steht ein kleines Kruzifix aus dem 14. Jahrhundert. Die Kanzel wurde 1621/22 im Stil der Spätrenaissance gefertigt, in ihrer Rückwand befinden sich kleidungsgeschichtlich interessante Stifterfiguren.
Im südlichen Anbau hängt das Gemälde Das jüngste Gericht, das der Meldorfer Maler Johannes Rost 1707 mit Öl auf Holz malte. Zudem befindet sich in der Kirche das Modell eines Segelschiffs des Schiffbauers Detlev Schöning von 1922.

## Orgel
Ihre erste Orgel erhielt die Kirche erst im Jahr 1819. Im Jahr 1873 stiftete die Burger Spar- und Leihkasse eine neue Orgel von Marcussen & Søn aus Apenrade. Die derzeitige Orgel der Kirche baute 1994 der Straßburger Orgelbauer Gaston Kern.

## Glocken

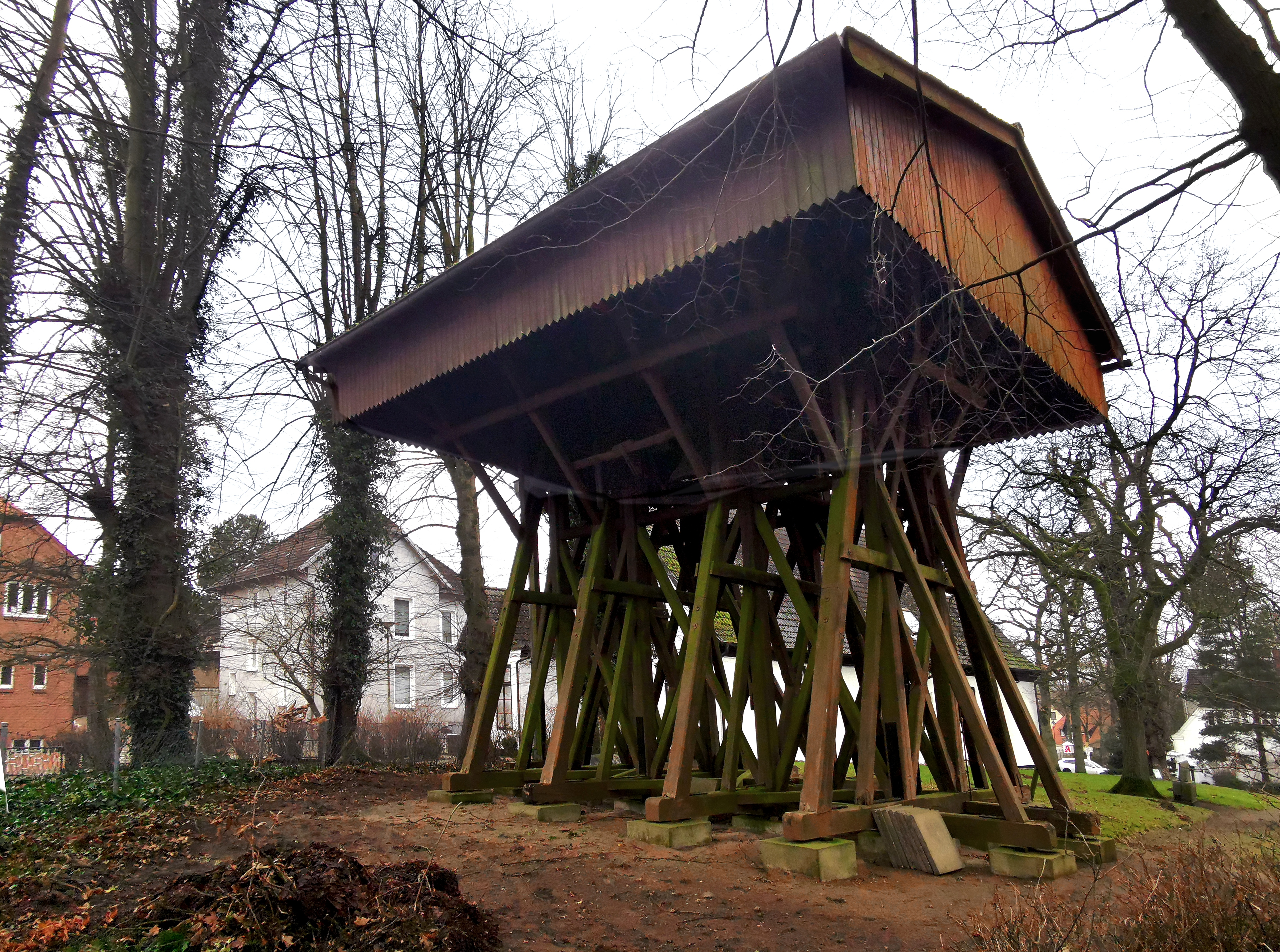
Glockenstapel im Kirchhof

Im Dachreiter hängt eine Bronzeglocke aus dem 15. Jahrhundert. Sie trägt in Frakturschrift die Inschrift Ave  Maria. Bis in die 1950er Jahre diente diese Glocke als Uhrschlagglocke.
Neben der Kirche steht ein hölzerner Glockenstapel, in dem drei Stahlgussglocken unterschiedlicher Größe hängen, die 1895 vom Bochumer Verein für Bergbau und Gußstahlfabrikation gegossen wurden:
- Ehre sei Gott in der Höhe (848 kg)
- Ruhet in Frieden (420 kg)
- Betet ohn Unterlass (257 kg)

## Kirchengemeinde
Die Kirchengemeinde gehört zum Kirchenkreis Dithmarschen der Evangelisch-lutherischen Kirche in Norddeutschland. Sie umfasst dasselbe Gebiet wie das Kirchspiel im Mittelalter und später die ehemalige Kirchspielslandgemeinde Burg, nämlich neben Burg auch die Ortschaften Buchholz, Kuden und Quickborn.